# Le Choix du pianiste
Pour plus de détails, voir Fiche technique et Distribution.
Le Choix du pianiste est un film français réalisé par Jacques Otmezguine et sorti en 2025.
Il est présenté en avant-première mondiale au Festival du film francophone d'Angoulême 2024.

## Synopsis
En 1939, un jeune pianiste a choisi de partir jouer en Allemagne dans le but de sauver sa professeure de musique, dont il est éperdument épris depuis ses dix ans, mais perdra tout à son retour en France jusqu'à sa rencontre avec une jeune femme qui le poussera à reprendre la musique.

## Fiche technique
Sauf indication contraire, les informations mentionnées dans cette section peuvent être confirmées par la base de données cinématographiques Unifrance,  présente dans la section « Liens externes ».
- Titre original : Le Choix du pianiste
- Titre de travail : Le Pianiste oublié
- Réalisation et scénario : Jacques Otmezguine
- Musique : Dimitri Naïditch
- Décors : Denis Renault
- Costumes : Stéphane Rollot et Édith Vesperini
- Photographie : Lubomir Bakchev
- Son : Patrice Grisolet et Mathias Léone
- Montage : Constance Alexandre
- Production : Nelly Kafsky
- Sociétés de production : Mazel Productions, en coproduction avec Pictanovo
- Société de distribution : Destiny Films
- Pays de production :  France
- Langue originale : français
- Format : couleur
- Genre : drame, historique, romance
- Durée : 106 minutes
- Dates de sortie :
  - France : 30 août 2024 (Festival du film francophone d'Angoulême)[3] ; 29 janvier 2025 (sortie nationale)[4]

## Distribution
- Oscar Lesage : François Touraine
- Pia Lagrange : Rachel
- Zoé Adjani-Vallat : Annette
- Philippe Torreton : Monsieur Touraine
- Laurence Côte : Madame Touraine
- André Manoukian : Paul Paray
- Andréa Ferréol : Momé
- Marie Torreton : Thérèse
- Nicolas Vaude : L'avocat commis d'office
- Manoah Dahmane : François Touraine ado

## Production

### Attribution des rôles
Début janvier 2023, Oscar Lesage déclare avoir « un premier rôle » pour le film Le Choix du pianiste de Jacques Otmezguine.

### Tournage
Le tournage devait débuter en avril 2023. Il commence finalement le 11 mars 2024 à Lambersart (Nord), dans la rue de Lille, avant de se déplacer, au troisième jour, à Roubaix pour servir de l'ancienne Banque de France. Il a également lieu à Saint-Amand-les-Eaux pour le manoir du la rue Henri-Durre et à Tourcoing pour l'ancien site Lepoutre. Les prises de vues y prennent fin le 6 avril.

## Accueil

### Festivals et sortie
Le Choix du pianiste est sélectionné, début juillet 2024, dans la section « Les Avant-premières » du Festival du film francophone d'Angoulême. Il y est projeté le 30 août 2024. Il sera également présenté, le 11 novembre, dans la section « Avant-premières » du festival Arras Film Festival.

## Distinctions

### Nominations et sélections
- Arras Film Festival 2024 : section « Avant-premières »[9]
- Festival du film francophone d'Angoulême 2024 : section « Les Avant-premières »[3]